# Кон, Вальтер
Ва́льтер Кон (Уолтер Кон, англ. Walter Kohn; 9 марта 1923, Вена, Австрия — 19 апреля 2016, Санта-Барбара, Калифорния, США) — американский физик-теоретик австрийского происхождения. Лауреат Нобелевской премии по химии (1998, совместно с Джоном Поплом) «за развитие теории функционала плотности».
Эмерит-профессор Калифорнийского университета в Санта-Барбаре, член Национальной академии наук США (1969) и Американского философского общества (1994), иностранный член Лондонского королевского общества (1998) и Российской академии наук (2006), почётный член Австрийской академии наук (2011).

## Биография
Вальтер Кон родился в еврейской семье. Его родители были интеллигентными и образованными людьми: отец, Соломон Кон, был уроженцем Годонина в Моравии и управлял магазином и типографией художественных открыток «Postkartenverlag Brueder Kohn»; мать, Гитл Раппапорт, происходила из местечка Броды в Галиции (ныне Украина). С детства изучал латынь и греческий сначала в государственной Академической гимназии (Akademische Gymnasium), затем в частной еврейской школе Хайеса (Zwi Perez Chajes Gymnasium), где на него оказали огромное влияние два учителя — физик Эмиль Ноэл (Emil Nohel, 1886—ок. 1942), ассистент Альберта Эйнштейна, и математик Виктор Шаббат (Victor Sabbath); оба учителя погибли в концлагере.
В ночь с 11 на 12 марта 1938 года немецкие войска вошли на территорию Австрии. Австрийская армия капитулировала. Вальтеру с сестрой по счастливому случаю в рамках спасательной операции «Киндертранспорт» удалось уехать из оккупированной Австрии в Англию, а чуть позднее в Канаду. В 1942 году Соломон Кон и его жена были депортированы в концлагерь Терезиен, а затем в Аушвиц, где были убиты.
Канада, вторая по величине страна мира, за двенадцать лет правления Гитлера приняла всего 5000 еврейских беженцев, или менее 385 человек ежегодно. В лагерях, где он жил, были доступны образовательные программы и Кону, воспользовавшись ими, удалось поступить в Университет Торонто. Поскольку у него было немецкое гражданство, ему не разрешалось посещать здание факультета химии, и он выбрал физику и математику. В годы войны евреям, бежавшим из Европы в Канаду, получить высшее образование было очень сложно. Вальтеру Кону повезло. После войны его приняла к себе канадская семья, а чуть позднее ему была выделена стипендия на обучение в Гарвардском университете, где в 1948 году он получил степень доктора философии. Преподавал там же (1948—50), в технологическом институте Карнеги (1950—53), Калифорнийском университете в Сан-Диего (1953—79), с 1979 года в Калифорнийском университете в Санта-Барбаре, на момент смерти являлся его эмерит-профессором физики и исследовательским профессором.
Член Американской академии искусств и наук, International Academy of Quantum Molecular Science, Баварской академии наук.
В 1992 году подписал «Предупреждение человечеству».

### Семья
- Первая жена (1948) — Луис Кон (урождённая Луис Мэри Адамс; Lois M. Kohn, 1924—2010), медсестра[15].
  - Дочери — Мэрилин (Marilyn Kohn), Ингрид (Ingrid Kohn Paymar) и Розалинда (Rosalind Dimenstein)[16].
- Вторая жена (1976) — Мара Шиф (урождённая Вишняк; Mara Vishniac Kohn, род. 1926), дочь фотографа Романа Вишняка[17].

## Награды и отличия
- Премия Оливера Бакли (1961)
- Стипендия Гуггенхайма (1963)
- Премия Дэвиссона−Джермера[англ.] (1977, совместно с Norton Lang[нем.])[18]
- Национальная научная медаль США (1988)[19][20]
- Мемориальная медаль Юджина Финберга[нем.] (1991)
- Нобелевская премия по химии (1998)
- Премия трёх физиков[англ.] (2002)

Австрийский почётный знак «За науку и искусство» (1999).
Большой офицерский крест II степени Почётного знака «За заслуги перед Австрийской Республикой» (2009).